# جون أنجيلا
جون أنجيلا (بالإنجليزية: June Angela)‏ هي مغنية وممثلة أمريكية، ولدت في 18 أغسطس 1959 في نيويورك في الولايات المتحدة.

## ترشيحات
- جائزة توني عن فئة أفضل ممثلة في مسرحية موسيقية [الإنجليزية]‏ (1991)

## وصلات خارجية
- الموقع الرسمي
- جون أنجيلا على موقع IMDb (الإنجليزية)
- جون أنجيلا على موقع قاعدة بيانات برودواي على الإنترنت (الإنجليزية)
- جون أنجيلا على موقع ديسكوغز (الإنجليزية)
- جون أنجيلا على موقع قاعدة بيانات الفيلم (الإنجليزية)